# Senegalia emilioana
Senegalia emilioana là một loài thực vật có hoa trong họ Đậu. Loài này được (Fortunato & Ciald.) Seigler & Ebinger mô tả khoa học đầu tiên năm 2006.